# 物理有机化学
物理有機化學是路易斯·哈米特（Louis Hammett）於1940年創造的一個術語，是指關注化學結構與反應性之間關係的有機化學學科，尤其是將物理化學的實驗工具應用於有機分子的研究。研究的重點包括有機反應的速率，原料的相對化學穩定性，反應性中間體，過渡態和化學反應產物，以及非共價方面的溶劑化和影響化學反應性的分子相互作用。 這些研究提供了理論和實際架構，以了解溶液或固態環境中結構的變化如何影響目標有機反應的反應機構和反應速率。

## 應用
物理有機化學家使用理論和實驗方法來理解有機化學中的這些基本問題，包括古典和統計熱力學計算，量子力學理論和計算化學，以及實驗光譜法（例如NMR），光譜計量法（例如MS）， 和晶體學方法。 因此，該領域可應用於許多更專業的領域，包括電化學和光化學，聚合物和超分子化學，生物有機化學，酶學和化學生物學，以及商業上涉及製程化學，化學工程，材料科學，納米技術，以及藥理學在藥物發現方面的設計。

## 範圍
物理有機化學是對有機分子的結構與反應性之間關係的研究。 更具體地說，物理有機化學將物理化學的實驗工具應用於有機分子結構的研究，並提供了理論框架來解釋結構如何影響有機反應的機制和速率。 可以將其視為將有機化學與物理化學聯繫起來的子領域。

## 歷史
物理有機化學一詞本身是路易斯·哈米特（Louis Hammett）在1940年創造的，當時他將該片語用作教科書的標題。

## 化學結構與熱力學

### 熱化學
有機化學家使用熱力學工具來研究化學系統的鍵結，穩定性和能量學。 這包括測量或確定反應，轉化或異構化的焓（ΔH），熵（ΔS）和吉布斯自由能（ΔG）的實驗。 化學家可以使用各種化學和數學分析（例如Van't Hoff圖）來計算這些值。
經驗常數，例如鍵解離能，標準生成熱（ΔH f °）和燃燒熱（ΔH c °）可用來預測分子的穩定性以及反應過程中焓（ΔH）的變化。對於複雜的分子，ΔHf值可能不可得，但可以使用已知生成熱(焓)的分子片段來估算。化學家雪梨·班森（Sidney Benson）窮其職業生涯發展此一概念，通常將這種類型的分析稱為Benson群增量理論。
物理有機化學家也對反應性中間體的熱化學反應（碳正離子，碳負離子和自由基）感興趣。 群增量理論可提供自由基系統的資料。碳正離子和碳負離子的穩定性可以分別使用氫化物離子親和力和pKa值來評估。

### 構形分析
構形分析是評估化學穩定性和能量學的主要方法之一。 物理有機化學家使用構形分析來評估分子中存在的各種類型的應變，以預測反應產物。在無環和環狀分子中均可發現應變，其在多種系統中表現為扭轉應變，烯丙基應變，環應變和正戊烷應變。A值為預測被取代的環己烷的構形提供了定量基礎，被取代的環己烷是一類重要的環狀有機化合物，其反應性受構形作用的強烈引導。 A值是被取代的環己烷的軸向和赤道形式之間的吉布斯自由能之差；藉著將各種取代基的A值加在一起，可以定量地預測環己烷衍生物的偏好構形。
除分子穩定性外，構形分析還用於預測反應產物。 通常使用的構形分析方法的一個例子是雙分子消除反應（E2）。 當親核試劑攻擊離去基團反平面的物種時，該反應最容易進行。 對這種現象進行的分子軌道分析顯示，這種構形在經歷親核攻擊的R-H σ鍵軌道中的電子與被斷開的R-X鍵的空σ*反鍵結軌道之間提供了最佳重疊。利用這種作用，構形分析可用於設計反應性增強的分子。
產生鍵旋轉障礙的物理過程是複雜的，並且已經經由實驗和理論方法對這些障礙進行了廣泛的研究。最近的許多文章研究了在乙烷，丁烷和更多取代的分子中，手性，靜電力和高共軛作用對旋轉障礙的貢獻。

### 非共價交互作用
化學家利用分子內和分子間非共價鍵/交互作用的研究來評估反應性。這樣的交互作用包括但不限於氫鍵，帶電分子之間的靜電交互作用，偶極-偶極交互作用，極性-π和陽離子-π交互作用，π-堆積，供體-受體化學和鹵素鍵。此外，疏水作用（水中有機化合物的關聯）是化學家感興趣的靜電、非共價交互作用。疏水作用的精確物理起源來自許多複雜的交互作用，但據信它是水中生物分子識別的最重要組成部分。例如，Xu and Melcher 等闡明了葉酸受體蛋白識別葉酸的結構基礎。葉酸和葉酸受體之間的強交互作用歸因於氫鍵和疏水交互作用。對非共價交互作用的研究還用於研究超分子組裝體和大環化合物（例如冠醚和穴狀配體）中的鍵結和協同作用，這些化合物可以充當客體分子的宿主。

### 酸鹼化學
酸和鹼的性質與物理有機化學有關。 在有機反應中，有機化學家主要關注的是Brønsted–Lowry酸/鹼作為質子供體/受體，以及Lewis酸/鹼作為電子受體/供體。 化學家使用從物理化學發展而來的一系列因素（電負度/誘導，鍵強度，共振，混成，芳香性和溶液化）來預測相對酸鹼度。
硬/軟-酸/鹼原理(HSAB)用於預測分子相互作用和反應方向。 通常偏好相同類型分子之間的相互作用。 即，硬酸將與硬鹼結合，而軟酸將與軟鹼結合。 硬酸和硬鹼的概念通常用於合成無機配位化合物。

## 動力學
物理有機化學家使用化學動力學的數學基礎來研究反應速率和反應機制。 與熱力學不同的是，熱力學關注產物和反應物的相對穩定性（ΔG°）及其平衡濃度，動力學的研究重點在於活化的自由能（ΔG‡）–反應物結構之間的自由能差 以及反應的過渡態結構，因此使化學家可以研究平衡過程。數學導出的形式主義，例如哈蒙德推定，科廷-漢米特原理和微觀可逆性理論 通常應用於有機化學。 化學家還使用熱力學與動力學控制原理來影響反應產物。

### 速率定律
化學動力學研究用於確定反應的速率規律。 速率定律提供了化學反應速率與存在的化學物質的濃度或壓力之間的定量關係。 速率定律必須通過實驗測量來確定，通常不能從化學方程式中闡明。 實驗確定的速率定律是指過渡態結構相對於基態結構的化學計量。 速率定律的確定，在歷史上是通過重量分析法監測反應過程中反應物的濃度來完成的，但如今，它幾乎只能透過快速，明確的光譜技術來完成。 在大多數情況下，速率方程式的確定透過添加除一種反應物以外過量的反應物（“溢流”）來簡化。

### 催化
催化和催化反應的研究對物理有機化學領域非常重要。催化劑參與了化學反應，但在過程中沒有被消耗。催化劑降低了活化能壘（ΔG•），從而提高了反應速率。原理是經由穩定過渡態結構，或使關鍵的反應中間體不穩定，來進行反應。並且由於僅需要少量催化劑，因此可以經濟地獲得昂貴或難以合成的有機分子。催化劑還可以透過改變反應機制來影響反應速率。

### 動力學同位素效應
儘管速率定律提供了過渡態結構的化學計量，但它不提供有關斷開或形成鍵的任何信息。 接近反應位置的同位素取代通常會導致反應速率發生變化。 同位素取代改變了反應中間體和過渡態的勢能，因為較重的同位素與其他原子形成更強的鍵。 原子質量會影響相關分子的零點振動狀態，在具有較重同位素的分子中鍵長短而牢固，而在具有輕同位素的分子中鍵長較長而弱。 由於在反應過程中振動運動通常會發生變化，此時鍵的形成和斷裂，使得頻率會受到影響，因此利用同位素的取代可以深入了解反應機制和速率定律。

### 替代效應
化學家對取代基如何影響分子的反應性或反應速率的研究非常感興趣。取代基可以透過立體空間及靜電相互作用，以發揮作用，後者包括共振和誘導作用。分子的可極化性也會受到影響。透過線性自由能關係（LFER）可分析大多數取代基的作用。其中最常見的是Hammett圖分析。該分析比較了各種取代基對苯甲酸電離的影響以及它們對各種化學系統的影響。 Hammett圖的參數為sigma（σ）和rho（ρ）。 σ值表示相對於未取代形式的取代苯甲酸的酸度。正的σ值表示該化合物的酸性更高，而負的值表示該取代的化合物的酸性更低。 ρ值用於衡量反應對取代基變化的敏感性，但僅用於衡量感應效應。因此，產生了兩個新的量表，它們通過共振來評估局部電荷的穩定性。一個是σ+，它表示通過共振穩定正電荷的取代基，另一個是σ-，它表示通過共振穩定負電荷的基團。哈米特分析可用於幫助闡明反應的可能機制。例如，如果預測到過渡態結構相對於基態結構具有負電荷的積累，則可以預期供電子基團將增加反應速率。
還開發了其他LFER量表。通過塔夫脫參數分析立體效應和極性效應。改變溶劑(而不是反應物)可以洞悉反應過程中的電荷變化。 Grunwald-Winstein圖提供了這些效應的定量見解。

### 溶劑效應
溶劑對溶解度、穩定性和反應速率有很大的影響。 溶劑的變化也可以讓化學家影響反應的熱力學或動力學控制。 由於化學轉化過程中電荷分佈的變化，反應在不同溶劑中以不同的速率進行。 溶劑效應可作用於基態和/或過渡態結構。